# El desierto (libro)
El desierto es un libro de cuentos del escritor uruguayo Horacio Quiroga. Fue publicado por primera vez por Babel, en 1924.
El libro formado por once cuentos reúne muchas de las características de los relatos que escribió Quiroga: el ambiente selvático del norte argentino, la muerte y el amor.
El cuento "El desierto", que da título al libro, es el más destacado del libro y uno de los cuentos clásicos dentro de la obra de Quiroga.
Los cuentos que forman el libro son: "El desierto", "Un peón", "Una conquista", "Silvina y Monti", "El espectro", "El síncope blanco", "Los tres besos", "El potro salvaje", "El león", "La patria" y "Juan Darién".